# وادي بومونا

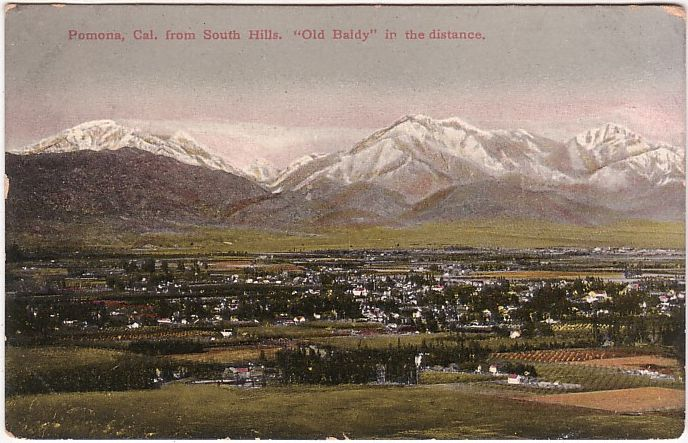
مدينة بومونا ويظهر جبل بالدي في الخلف

وادي بومونا يقع بين واديي سان غابرييل وكوكامونغا في جنوب كاليفورنيا في الولايات المتحدة، ويمتد على جانبي الحدود بين مقاطعتي لوس أنجلوس وسان بيرناردينو.
| البيانات المناخية لـ{{{location}}}      | البيانات المناخية لـ{{{location}}} | البيانات المناخية لـ{{{location}}} | البيانات المناخية لـ{{{location}}} | البيانات المناخية لـ{{{location}}} | البيانات المناخية لـ{{{location}}} | البيانات المناخية لـ{{{location}}} | البيانات المناخية لـ{{{location}}} | البيانات المناخية لـ{{{location}}} | البيانات المناخية لـ{{{location}}} | البيانات المناخية لـ{{{location}}} | البيانات المناخية لـ{{{location}}} | البيانات المناخية لـ{{{location}}} | البيانات المناخية لـ{{{location}}} |
| الشهر                                   | يناير                              | فبراير                             | مارس                               | أبريل                              | مايو                               | يونيو                              | يوليو                              | أغسطس                              | سبتمبر                             | أكتوبر                             | نوفمبر                             | ديسمبر                             | المعدل السنوي                      |
| --------------------------------------- | ---------------------------------- | ---------------------------------- | ---------------------------------- | ---------------------------------- | ---------------------------------- | ---------------------------------- | ---------------------------------- | ---------------------------------- | ---------------------------------- | ---------------------------------- | ---------------------------------- | ---------------------------------- | ---------------------------------- |
| الدرجة القصوى °ف (°م)                   | 91 (33)                            | 94 (34)                            | 100 (38)                           | 104 (40)                           | 106 (41)                           | 117 (47)                           | 113 (45)                           | 110 (43)                           | 113 (45)                           | 107 (42)                           | 97 (36)                            | 93 (34)                            | 117 (47)                           |
| متوسط درجة الحرارة الكبرى °ف (°م)       | 65.5 (18.6)                        | 67.6 (19.8)                        | 70.1 (21.2)                        | 74.2 (23.4)                        | 77.8 (25.4)                        | 84.1 (28.9)                        | 91.0 (32.8)                        | 91.1 (32.8)                        | 88.4 (31.3)                        | 80.6 (27.0)                        | 73.2 (22.9)                        | 66.4 (19.1)                        | 77.5 (25.3)                        |
| المتوسط اليومي °ف (°م)                  | 51.8 (11.0)                        | 54.0 (12.2)                        | 56.2 (13.4)                        | 59.9 (15.5)                        | 63.9 (17.7)                        | 68.8 (20.4)                        | 74.4 (23.6)                        | 74.6 (23.7)                        | 71.9 (22.2)                        | 65.2 (18.4)                        | 57.9 (14.4)                        | 52.4 (11.3)                        | 62.6 (17.0)                        |
| متوسط درجة الحرارة الصغرى °ف (°م)       | 38.1 (3.4)                         | 40.3 (4.6)                         | 42.3 (5.7)                         | 45.6 (7.6)                         | 50.0 (10.0)                        | 53.4 (11.9)                        | 57.7 (14.3)                        | 58.1 (14.5)                        | 55.3 (12.9)                        | 49.8 (9.9)                         | 42.6 (5.9)                         | 38.4 (3.6)                         | 47.6 (8.7)                         |
| أدنى درجة حرارة °ف (°م)                 | 21 (−6)                            | 22 (−6)                            | 26 (−3)                            | 29 (−2)                            | 31 (−1)                            | 38 (3)                             | 41 (5)                             | 42 (6)                             | 38 (3)                             | 29 (−2)                            | 24 (−4)                            | 22 (−6)                            | 21 (−6)                            |
| الهطول إنش (مم)                         | 3.56 (90)                          | 3.49 (89)                          | 2.82 (72)                          | 1.22 (31)                          | 0.35 (8.9)                         | 0.10 (2.5)                         | 0.01 (0.25)                        | 0.07 (1.8)                         | 0.26 (6.6)                         | 0.78 (20)                          | 1.56 (40)                          | 2.77 (70)                          | 16.99 (432.05)                     |
| المصدر: Western Regional Climate Center |                                    |                                    |                                    |                                    |                                    |                                    |                                    |                                    |                                    |                                    |                                    |                                    |                                    |

</ref> ويفصل بومونا فالي من سان غابرييل فالي إلى الغرب تلال سان خوسيهو التي تشغل ما يقرب 57 من طول الطريق. ويقع بومونا فالي جنوب جبال سان غابرييل، وشمال الشمال من تلال تشينو. الطريق التاريخي طريق 66 يمر عبر بومونا فالي.

## المناخ
يظهر الجدول التالي التغييرات المناخية على مدار السنة لبومونا فالي:
| البيانات المناخية لـبومونا فالي         | البيانات المناخية لـبومونا فالي | البيانات المناخية لـبومونا فالي | البيانات المناخية لـبومونا فالي | البيانات المناخية لـبومونا فالي | البيانات المناخية لـبومونا فالي | البيانات المناخية لـبومونا فالي | البيانات المناخية لـبومونا فالي | البيانات المناخية لـبومونا فالي | البيانات المناخية لـبومونا فالي | البيانات المناخية لـبومونا فالي | البيانات المناخية لـبومونا فالي | البيانات المناخية لـبومونا فالي | البيانات المناخية لـبومونا فالي |
| الشهر                                   | يناير                           | فبراير                          | مارس                            | أبريل                           | مايو                            | يونيو                           | يوليو                           | أغسطس                           | سبتمبر                          | أكتوبر                          | نوفمبر                          | ديسمبر                          | المعدل السنوي                   |
| --------------------------------------- | ------------------------------- | ------------------------------- | ------------------------------- | ------------------------------- | ------------------------------- | ------------------------------- | ------------------------------- | ------------------------------- | ------------------------------- | ------------------------------- | ------------------------------- | ------------------------------- | ------------------------------- |
| الدرجة القصوى °ف (°م)                   | 91 (33)                         | 94 (34)                         | 100 (38)                        | 104 (40)                        | 106 (41)                        | 117 (47)                        | 113 (45)                        | 110 (43)                        | 113 (45)                        | 107 (42)                        | 97 (36)                         | 93 (34)                         | 117 (47)                        |
| متوسط درجة الحرارة الكبرى °ف (°م)       | 65.5 (18.6)                     | 67.6 (19.8)                     | 70.1 (21.2)                     | 74.2 (23.4)                     | 77.8 (25.4)                     | 84.1 (28.9)                     | 91.0 (32.8)                     | 91.1 (32.8)                     | 88.4 (31.3)                     | 80.6 (27.0)                     | 73.2 (22.9)                     | 66.4 (19.1)                     | 77.5 (25.3)                     |
| المتوسط اليومي °ف (°م)                  | 51.8 (11.0)                     | 54.0 (12.2)                     | 56.2 (13.4)                     | 59.9 (15.5)                     | 63.9 (17.7)                     | 68.8 (20.4)                     | 74.4 (23.6)                     | 74.6 (23.7)                     | 71.9 (22.2)                     | 65.2 (18.4)                     | 57.9 (14.4)                     | 52.4 (11.3)                     | 62.6 (17.0)                     |
| متوسط درجة الحرارة الصغرى °ف (°م)       | 38.1 (3.4)                      | 40.3 (4.6)                      | 42.3 (5.7)                      | 45.6 (7.6)                      | 50.0 (10.0)                     | 53.4 (11.9)                     | 57.7 (14.3)                     | 58.1 (14.5)                     | 55.3 (12.9)                     | 49.8 (9.9)                      | 42.6 (5.9)                      | 38.4 (3.6)                      | 47.6 (8.7)                      |
| أدنى درجة حرارة °ف (°م)                 | 21 (−6)                         | 22 (−6)                         | 26 (−3)                         | 29 (−2)                         | 31 (−1)                         | 38 (3)                          | 41 (5)                          | 42 (6)                          | 38 (3)                          | 29 (−2)                         | 24 (−4)                         | 22 (−6)                         | 21 (−6)                         |
| الهطول إنش (مم)                         | 3.56 (90)                       | 3.49 (89)                       | 2.82 (72)                       | 1.22 (31)                       | 0.35 (8.9)                      | 0.10 (2.5)                      | 0.01 (0.25)                     | 0.07 (1.8)                      | 0.26 (6.6)                      | 0.78 (20)                       | 1.56 (40)                       | 2.77 (70)                       | 16.99 (432.05)                  |
| المصدر: Western Regional Climate Center |                                 |                                 |                                 |                                 |                                 |                                 |                                 |                                 |                                 |                                 |                                 |                                 |                                 |